# Matías Gigli

Matías Nicolás Gigli (Arroyo Seco, Santa Fe, Argentina, 7 de junio de 1976) es un futbolista argentino que jugaba de delantero.
A la edad de 47, "el pájaro" logro uno de sus títulos más esperados, ganar la liga regional del sud con el club de sus amores, Club atlético Unión de Arroyo Seco, y pudo festejarlo con su hijo Santiago y su esposa Romina.

## Trayectoria
Estuvo en Newell's Old Boys desde 1995, debutó en Primera División el 24 de agosto de 1997 ante Gimnasia y Tiro de Salta, su equipo perdió 2 a 0.
En el club rosarino permaneció hasta 1999, año en que pasó a Argentino de Rosario a jugar en la Primera "B" Nacional.
En 2000 tuvo su primera y única incursión en el extranjero jugando para el Monagas de Venezuela donde no tuvo una buena participación.
En su retorno al país, en 2001, pasó a Bancruz de Río Gallegos, equipo que participaba del Torneo Argentino "B", la cuarta división para los equipos indirectamente afiliados a la AFA.
Llegado el 2003 se incorporó a Godoy Cruz de Mendoza y jugó poco más de 2 temporadas en la "B" Nacional. A inicios de 2005 llegó a Belgrano de Córdoba, en el cual logró el ascenso a Primera División en 2006 en una recordada Promoción ante Olimpo de Bahía Blanca en donde tuvo una muy destacada actuación marcando dos goles, uno en el partido de ida y otro en el de vuelta. Al año siguiente, su club no pudo mantener la categoría y regresó a la "B" Nacional. En junio de 2008 volvió a jugar la Promoción intentando el retorno a Primera ante Racing Club, pero Belgrano no pudo lograrlo y se quedó en el Nacional "B", aunque Gigli marcó un gol en el partido de ida de la serie. El jugador pasó a Club Atlético Huracán de la Primera División a mediados de 2008, pero no logró consolidarse, así que volvió a jugar al Nacional B.
Ya en la "B" Nacional fue a jugar un semestre a Aldosivi y a mediados de 2009 se fue a Atlético Rafaela. En 2010 volvió al equipo del Puerto de "la feliz" en donde jugó las dos últimas temporadas y es el club en el que más goles hizo en su vasta carrera, con un total de 39.

## Clubes
| Club                 | País      | Año                |
| -------------------- | --------- | ------------------ |
| Newell's Old Boys    | Argentina | 1995-1999          |
| Argentino de Rosario | Argentina | 1999-2000          |
| Monagas              | Venezuela | 2000-2001          |
| Bancruz              | Argentina | 2001-2002          |
| Godoy Cruz           | Argentina | 2002-2005          |
| Belgrano             | Argentina | 2005-2008          |
| Huracán              | Argentina | 2008               |
| Aldosivi             | Argentina | 2009               |
| Atlético Rafaela     | Argentina | 2009-2010          |
| Aldosivi             | Argentina | 2010-2013          |
| Unión Arroyo Seco    | Argentina | 2014-2023 (retiro) |

## Estadísticas
| Lugares   | PJ  | Goles | Promedio |
| --------- | --- | ----- | -------- |
| Argentina | 355 | 118   | 0,32     |
| Venezuela | 9   | 1     | 0,11     |
| Total     | 364 | 119   | 0,32     |

## Palmarés
| Logro                    | Club     | País      | Temporada |
| ------------------------ | -------- | --------- | --------- |
| Ascenso Primera División | Belgrano | Argentina | 2005-06   |